# (LF)-Raum
(LF)-Räume sind eine in der Mathematik betrachtete Klasse von Vektorräumen. Abstrahiert man die Konstruktion gewisser Räume aus der Distributionstheorie, so wird man zwanglos auf den Begriff des (LF)-Raums geführt. Dabei handelt es sich um die Vereinigung einer aufsteigenden Folge von Fréchet-Räumen, was man auch als induktiven Limes von Fréchet-Räumen bezeichnet, woher der Name (LF)-Raum rührt.

## Definition
Ein (LF)-Raum ist ein lokalkonvexer Raum {\displaystyle E}, für den es eine Folge {\displaystyle (E_{n})_{n}} von Fréchet-Räumen gibt, so dass Folgendes gilt:
1. {\displaystyle E_{n}\subset E_{n+1}} für alle {\displaystyle n\in {\mathbb {N} }}
2. Für jedes {\displaystyle n\in {\mathbb {N} }} trägt {\displaystyle E_{n}} die durch {\displaystyle E_{n+1}} gegebene Teilraumtopologie.
3. {\displaystyle E} ist die Vereinigung aller {\displaystyle E_{n}}.
4. {\displaystyle E} trägt die feinste lokalkonvexe Topologie, die alle Inklusionen {\displaystyle E_{n}\subset E} stetig macht.

In dieser Situation nennt man {\displaystyle (E_{n})_{n}} eine darstellende Folge von Fréchet-Räumen für {\displaystyle E}. Kann man sogar eine darstellende Folge aus Banachräumen finden, so nennt man den Raum einen (LB)-Raum.
Manche Autoren schwächen die zweite Bedingung auch ab und fordern nur, dass die Inklusion von {\displaystyle E_{n}} nach {\displaystyle E_{n+1}} stetig ist. Für solche allgemeineren (LF)-Räume sind nicht alle unten angegebenen Eigenschaften automatisch erfüllt, insbesondere gibt es dann (LF)-Räume, die nicht vollständig sind.

## Beispiele
Jeder Fréchet-Raum {\displaystyle E} ist ein (LF)-Raum, als darstellende Folge kann man die konstante Folge {\displaystyle E_{n}=E} wählen.
Sei {\displaystyle c_{00}} der Folgenraum aller endlichen Folgen. Identifiziert man {\displaystyle {\mathbb {K} }^{n}} mit dem Raum aller Folgen, die ab der {\displaystyle (n+1)}-ten Stelle nur noch Nullen haben, so ist {\displaystyle ({\mathbb {K} }^{n})_{n}} eine darstellende Folge für den (LF)-Raum {\displaystyle c_{00}}, der sogar ein (LB)-Raum ist. Die Topologie auf {\displaystyle c_{00}} ist die feinste lokalkonvexe Topologie, d. h. die durch alle Halbnormen definierte Topologie.
Die folgende Konstruktion stammt aus der Distributionstheorie. Ist {\displaystyle K\subset {\mathbb {R} }^{m}} kompakt, so sei {\displaystyle C^{\infty }(K)} der Raum aller beliebig oft differenzierbaren Funktionen mit Träger in {\displaystyle K}. Ist {\displaystyle \Omega \subset {\mathbb {R} }^{m}} offen, so nennt den
Raum {\displaystyle {\mathcal {D}}(\Omega ):=\bigcup \{C^{\infty }(K);\,K\subset \Omega \,\,{\text{kompakt}}\}} den Raum der Testfunktionen auf {\displaystyle \Omega }. {\displaystyle {\mathcal {D}}(\Omega )} trage dabei die feinste lokalkonvexe Topologie, die alle Inklusionen
{\displaystyle C^{\infty }(K)\subset {\mathcal {D}}(\Omega )} stetig macht.
Dann ist {\displaystyle {\mathcal {D}}(\Omega )} ein (LF)-Raum. Als darstellende Folge von Fréchet-Räumen kann man jede Folge {\displaystyle (C^{\infty }(K_{n}))_{n}} nehmen, wobei {\displaystyle (K_{n})_{n}} eine Folge von kompakten Teilmengen in {\displaystyle \Omega } ist, so dass jedes {\displaystyle K_{n}} im Inneren von {\displaystyle K_{n+1}} liegt und {\displaystyle \Omega } die Vereinigung dieser {\displaystyle K_{n}} ist. Die Topologie auf {\displaystyle {\mathcal {D}}(\Omega )} ist unabhängig von der Wahl dieser Folge kompakter Mengen.

## Eigenschaften

### Beschränkte Mengen
Für beschränkte Mengen in einem (LF)-Raum mit darstellender Folge {\displaystyle (E_{n})_{n}} gilt folgender Satz:
- Eine Menge {\displaystyle B\subset E} ist genau dann beschränkt, wenn es ein {\displaystyle n\in {\mathbb {N} }} gibt, so dass {\displaystyle B\subset E_{n}} und {\displaystyle B} in {\displaystyle E_{n}} beschränkt ist.

### Stetigkeit
Die Stetigkeit von linearer Operatoren von einem (LF)-Raum {\displaystyle E} mit darstellender Folge {\displaystyle (E_{n})_{n}}
in einen anderen lokalkonvexen Raum {\displaystyle F} lässt sich wie folgt charakterisieren:
- Ein linearer Operator {\displaystyle T:E\rightarrow F} ist genau dann stetig, wenn alle Einschränkungen {\displaystyle T|_{E_{n}}:E_{n}\rightarrow F} stetig sind.

### Vollständigkeit
Nach einem auf Gottfried Köthe zurückgehenden Satz sind alle (LF)-Räume vollständig.

### Beziehungen zu anderen Räumen
(LF)-Räume sind tonneliert, ultrabornologisch und haben ein Gewebe. Damit verallgemeinern sich die drei klassischen aus der Theorie der Banachräume bekannten Sätze auf (LF)-Räume:
Satz von Banach-Steinhaus: Ist {\displaystyle (T_{\alpha })_{\alpha \in I}} eine Familie stetiger linearer Operatoren {\displaystyle E\rightarrow F} zwischen lokalkonvexen Vektorräumen, wobei {\displaystyle E} (LF)-Raum sei, und ist {\displaystyle \{T_{\alpha }(x);\alpha \in I\}} für jedes {\displaystyle x\in E} beschränkt, so ist {\displaystyle (T_{\alpha })_{\alpha \in I}} gleichstetig, d. h. zu jeder Nullumgebung {\displaystyle V\subset F} gibt es eine Nullumgebung {\displaystyle U\subset E}, so dass {\displaystyle T_{\alpha }(U)\subset V} für alle {\displaystyle \alpha \in I}.
Satz über die offene Abbildung: Eine lineare, stetige und surjektive Abbildung {\displaystyle T:E\rightarrow F} zwischen (LF)-Räumen ist offen.
Satz vom abgeschlossenen Graphen: Eine lineare Abbildung {\displaystyle T:E\rightarrow F} zwischen (LF)-Räumen mit abgeschlossenem Graphen ist stetig.

## Anwendung
In der Distributionstheorie definiert man eine Distribution auf einer offenen Menge {\displaystyle \Omega \subset {\mathbb {R} }^{m}} als lineare Abbildung {\displaystyle T:{\mathcal {D}}(\Omega )\rightarrow {\mathbb {R} }}, so dass folgende Stetigkeitsbedingung gilt:
Ist {\displaystyle K\subset \Omega } kompakt und ist {\displaystyle (f_{n})_{n}} eine Folge in {\displaystyle {\mathcal {D}}(\Omega )}, so dass jedes {\displaystyle f_{n}} Träger in {\displaystyle K} hat und so dass {\displaystyle f_{n}\to 0} gleichmäßig in allen Ableitungen, so ist {\displaystyle T(f_{n})\to 0}.
Bei dieser Definition ist zunächst nicht klar, ob es sich bei der Stetigkeitsbedingung überhaupt um Stetigkeit bzgl. einer Topologie handelt.
Es genügt in der Tat, Folgenstetigkeit zu betrachten, denn {\displaystyle {\mathcal {D}}(\Omega )} ist als (LF)-Raum bornologisch. Dann bedeutet die angegebene Bedingung nichts anderes, als dass alle Einschränkungen von {\displaystyle T} auf {\displaystyle C^{\infty }(K)}, {\displaystyle K\subset \Omega } kompakt, stetig sind. Nach der oben genannten Eigenschaft zur Stetigkeit linearer Operatoren auf (LF)-Räumen folgt tatsächlich die Stetigkeit bzgl. der (LF)-Raum-Topologie auf {\displaystyle {\mathcal {D}}(\Omega )}.
Mit den hier vorgestellten Begriffsbildungen kann man eine Distribution als stetiges lineares Funktional auf dem (LF)-Raum {\displaystyle {\mathcal {D}}(\Omega )} definieren.